# RayCrisis
RayCrisis (レイクライシス?, Reikuraishisu) è un videogioco arcade sviluppato e pubblicato dalla Taito nel 1998. Trattasi del terzo e ultimo capitolo della serie "Ray". In realtà si pone cronologicamente a prima dei fatti di RayForce. Ebbe delle conversioni per PlayStation e PC.

## Trama
RayCrisis descrive gli eventi durante il periodo in cui il supercomputer chiamato Neuro-Computer Con-Human acquisisce la sensibilità e si ribella ai suoi creatori umani, risultato diretto di uno scienziato fuorviato che cerca di legare mentalmente un clone umano ad esso. Ora, contro le massicce forze d'attacco di Con-Human che assediano la Terra, sterminando e clonando umani, un mecha-neurologo si collega al sistema di Con-Human nel tentativo di riprendere il controllo della macchina canaglia tramite i virus informatici, noti come Waveriders, nel Cybernetics Link, impegnando l'"Operazione Raycrisis" per fermare definitivamente le azioni distruttive del supercomputer e impedirgli di causare più caos in futuro.
Tuttavia, anche quando l'Operazione Raycrisis lascia Con-Human distrutto dall'interno, era troppo tardi per invertire il danno che aveva fatto. Inoltre, ciò che resta della razza umana è partito per le colonie spaziali come rifugio dalla distruzione. Alla fine, anni dopo, con la presentazione del caccia stellare X-RAY e delle navi della flotta, il Comando Terran e gli umani rimasti danno inizio a un ultimo assalto a Con-Human, che ha trasformato la Terra in un tetro cimitero di metallo. Un ultimo assalto, in cui porrà fine all'incubo cibernetico una volta per tutte, distruggendo nel frattempo il pianeta che hanno chiamato casa.

## Modalità di gioco
Poiché il gioco è ambientato in un ambiente cyberspaziale, RayCrisis ha segnato un distacco di stile dal resto della serie. I livelli sono inoltre impostate in modo che tre su cinque siano scelte casualmente all'inizio, sebbene nella partita successiva il giocatore possa selezionare manualmente la sequenza della mappa precedentemente ripulita. Il gameplay rimane lo stesso, con due piani di attacco. Novità della serie, il mirino di blocco può essere spostato ulteriormente verso il basso (invece di essere completamente fisso) per una mira precisa spostando il virus Waverider del giocatore verso il basso quando si trova nella parte inferiore dello schermo. Sono state migliorate due armi speciali disponibili, l'attacco speciale è ora un'onda d'urto che ripulisce lo schermo chiamata Round Divider mentre l'iper laser infligge danni a spruzzo contro oggetti su livelli diversi. Entrambe le armi speciali assegnano un punteggio maggiore quanti più oggetti vengono distrutti in un singolo attacco.
La difficoltà dinamica del gioco è ulteriormente migliorata con il sistema "Encroachment", che continuerà ad aumentare ogni volta che c'è un oggetto nemico presente sullo schermo. Se il livello di encroachment raggiunge il 100%, il gioco manderà il giocatore direttamente al boss finale che si tradurrà in un finale negativo dopo averlo sconfitto. Il giocatore può abbassare il tasso di encroachment distruggendo rapidamente i nemici e accumulando più catene di lock-on, un tasso di encroachment più basso si traduce in più formazioni nemiche che appariranno e diventeranno più aggressive. Per affrontare il vero boss finale e ottenere il finale "positivo", il livello di encroachment deve essere al 20% o inferiore prima di affrontare Con-Human.

## Accoglienza
In Giappone, la rivista Game Machine elencò la versione arcade di RayCrisis nel numero del 1º febbraio 1999 come la decima unità di maggior successo dell'anno. Chris Charla di Next Generation constatò riguardo a quella per PlayStation: "Il gioco sembra fantastico e si gioca bene, ma se cercate il prossimo R-Type, cercate altrove".